# Lewald (herb szlachecki)
Lewald (Lehwalt, Lewalt, Lewalth, Rogala odmienny) – pomorski herb szlachecki, herb własny rodziny Lewald, odmiana herbu Rogala.

## Opis herbu
Opis zgodnie z klasycznymi regułami blazonowania:
Na tarczy dzielonej w słup w polu prawym róg bawoli pomiędzy gwiazdą z prawej i dwiema gwiazdami w słup z lewej, w polu lewym róg jeleni o czterech rosochach. Brak klejnotu, hełmu i labrów. Barwy nieznane.

## Najwcześniejsze wzmianki
Herb znany z pieczęci z lat 1513-1515 Balcera Lewalta, kapelana biskupa chełmińskiego. Jest to wczesna forma herbu własnego Lewaldów, którzy później notowani byli z herbem Rogala.

## Herbowni
Lewald (Liewalth, Lewaldt, Lewalski, Lehwalt, Lewalt, Lewalth) być może także z przydomkami odmiejscowymi Górski (Gorski, Gorsky, Gurski), Jezierski, Krajeński (Kraiensky), Powalski (Powalsky).
Lewaldowie różnych przydomków znani są z herbem Rogala, omawiany tutaj herb był zapewne herbem własnym, który został zarzucony na rzecz bardziej znanego Rogala przez podobieństwo.

### Rodzina Lewald
Rodzina pochodzenia miejscowego, zapewne nie pochodząca od Lewaltów von Elsen herbu własnego z Łużyc. Najwcześniej wzmiankowana w 1552 roku. W XVI wieku posiadali cząstki we wsiach Jarcewo, Drożdzienica, Kłodawa, Krojanty, Krojanty, Ogorzeliny, Powałki. Od części tych wsi przyjmowali nazwiska odmiejscowe.